# Gnidia hirsuta
Gnidia hirsuta är en tibastväxtart som först beskrevs av Carl von Linné, och fick sitt nu gällande namn av M. Thulin. Gnidia hirsuta ingår i släktet Gnidia och familjen tibastväxter. Inga underarter finns listade i Catalogue of Life.